# Negotino
Negotino (maced. Неготино) – miasto w południowej Macedonii Północnej, na prawym brzegu Wardaru, w Kotlinie Tikweskiej. Ośrodek administracyjny gminy Negotino. Liczba mieszkańców - 13.284 osoby (98% Macedończyków) 2002, współrzędne geograficzne - 41°29'02"N, 22°05'21"E, wysokość - 165 m n.p.m.
Dzisiejsze Negotino jest kontynuacją starożytnego miasta Antigonea, założonego w połowie III wieku p.n.e. przez króla Macedonii Antygona Gonata. W czasach rzymskich przez miasto przebiegała Via Egnatia. W XI wieku miasto zostało niemal całkowicie zniszczone przez trzęsienie ziemi, ale je odbudowano. Później leżało w granicach bułgarskiego carstwa Samuela. Mimo tak długich dziejów okresem największego rozwoju Negotina była dopiero druga połowa XX wieku.
Ciepły i słoneczny klimat oraz żyzne gleby zadecydowały o tym, że Negotino zawsze było ośrodkiem winiarstwa i uprawy winorośli. Obecnie w gminie zbiera się 20-25 tys. ton winogron rocznie. Do najbardziej znanych miejscowych piwnic win należą „Povardarie”, „Bovin”, „Fonko” i „Dudin”. Oprócz wina w okolicy Negotina uprawia się tytoń, warzywa i owoce. Niedaleko miasta znajduje się elektrownia cieplna „TEC Negotino”. Przez Negotino przebiegają trasa E75 i linia kolejowa, łączące Skopje z Salonikami.
Z zabytków znajdują się w Negotinie tylko wieża zegarowa z 1821, meczet i bezisten. W mieście prowadzi się wiele prac archeologicznych.